# ميغيل غارسيا (لاعب كرة قاعدة)
ميغيل غارسيا (بالإسبانية: Miguel García) هو لاعب كرة قاعدة فنزويلي، ولد في 3 أبريل 1967.

## وصلات خارجية
- ميغيل غارسيا على موقعبيزبول رفرنس.كوم (الدوري الرئيسي) (الإنجليزية)
- ميغيل غارسيا على موقعبيزبول رفرنس.كوم (الدوري الثانوي) (الإنجليزية)